# Otto Alrutz (jurist)

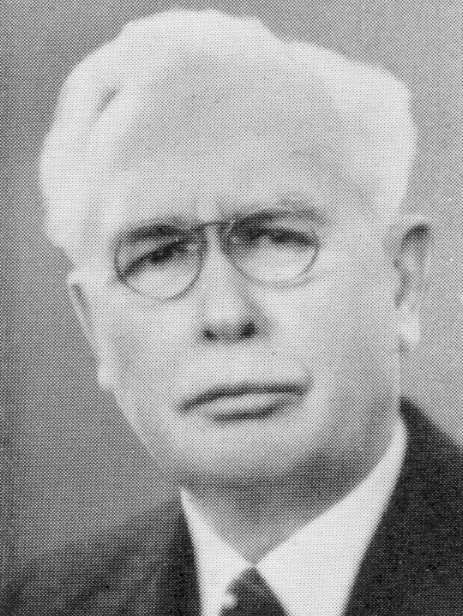
Otto Alrutz.

Otto Reinhold Alrutz, född 2 maj 1872 i Stockholm, död 19 november 1959 i Danderyds församling, var en svensk advokat. Han var son till Otto Alrutz.

## Biografi
Otto Alrutz avlade juris utriusque kandidatexamen vid Uppsala universitet 1897 och anställdes efter tingstjänstgöring 1898-1900 som amanuens vid Finansdepartementet. 1901-1909 var han anställd vid Abenius advokatbyrå varpå han öppnade egen advokatbyrå. Från 1903 tillhörde han Sveriges advokatsamfund. Alrutz tjänstgjorde 1901-1905 som sekreterare hos Nya Trollhätte kanalbolag, 1902-1908 hos Stockholms Byggmästareförening, 1903-1916 som ombudsman hos Stockholm-Nynäs järnvägar, 1906-1937 hos Stockholms stads brandförsäkringskontor och från 1916 hos Dalälvens regleringsförening. Han var även ledamot av styrelsen för Indalsälvens regleringsförening och hos Svenska vattenkraftföreningen. Alrutz skrev ett flertal uppsatser i vattenrättsliga frågor och ansågs som en av sin tids främsta juridiska experter på området i Sverige. 
År 1909 grundades Alrutz Advokatbyrå av Otto R. Alrutz. Byrån inriktade sig från början på vattenrättsliga frågor och finns fortfarande kvar (2021) med ett tiotal medarbetare i Stockholm.